# Octávio Pinto
Octávio Pinto (født 3. november 1890 i São Paulo, død 31. oktober 1950 i São Paulo) var en brasiliansk arkitekt og komponist.

## Biografi
Pinto var en brasiliansk arkitekt som også spillende piano og komponerede klassisk pianomusik. Han studerede piano før Isidor Phillip. År 1922 gifte han sig med pianisten Guiomar Novaes, før hvilken han komponerede mange pianostycken.
Pintos mest spillet værk er Scenas Infantis (barndomsminder), en pianosvit med fem korte afsnit: Corre corre (løb løb), Roda roda (rundt rundt), Marcha soldadhino (marschera lille soldat), Dorme, nene (sov lille ven) og Salta, salta (hoppe hoppe).

## Værker
- Scenas Infantis (barndomsminden), pianosvit, 1932
- Fiesta de Criancas (barnfestival), pianosvit, 1939
- Marcha do Pequeno Polegar (Tummelitens marsch), før piano, 1941
- Improviso, før piano, 1942
- Dança Negreira, før piano, 1945
- Você (du), før sang og piano
- Prece (bøn), før sang og piano
- Presente de Natale (julegave), før sang og piano
- Cantiga praiana og Primavera, før sang og piano, til tekster af Vicente de Carvalho [2]